# دانش مدیریت
دانش مدیریت (انگلیسی: Management science) یا علم مدیریت، به مطالعه گسترده بین رشته‌ای اطلاق می‌شود، که با هدف حل مسائل و تصمیم‌گیری در سازمان‌ها مورد استفاده قرار می‌گیرد و پیوندهای قوی با رشته‌های مدیریت، اقتصاد، تجارت، مهندسی و مشاوره مدیریت دارد. دانش مدیریت با استفاده از اصول مبتنی بر تحقیق علمی، با تعریف استراتژی‌ها و اتخاذ روش‌های تحلیلی از جمله مدل سازی ریاضی، علوم آماری و الگوریتم‌های عددی، اقدام به بهبود توانایی‌های سازمان‌ها، همچنین اتخاذ تصمیمات منطقی و دقیق مدیریتی، با به‌کارگیری راه حل‌های بهینه یا نزدیک به مطلوب، می‌نماید. به‌طور خلاصه، دانش مدیریت با استفاده از روش‌های مختلف علمی به کسب و کارها برای رسیدن به اهداف و اجرای استراتژی‌های آنها کمک می‌نماید.